# Pterotyphis ryalli
Pterotyphis ryalli is een slakkensoort uit de familie van de Muricidae. De wetenschappelijke naam van de soort is voor het eerst geldig gepubliceerd in 1996 door Houart.